# 小行星7496
小行星7496（英語：7496 Miroslavholub）是一颗围绕太阳公转的小行星。1995年11月27日，米洛什·季希在克列特发现了此天体。
这颗小行星的绝对星等为308.0538774743994等。